# Heiger Scholz
Heiger Scholz (* 30. Mai 1957 in Warburg) ist ein deutscher Verwaltungsjurist, politischer Beamter und Politiker (SPD). Vom 22. November 2017 bis zum 8. November 2022 war er Staatssekretär im Niedersächsischen Ministerium für Soziales, Gesundheit und Gleichstellung.

## Leben

### Ausbildung
Nach seinem Abitur am Felix-Klein-Gymnasium Göttingen (1976) und dem anschließenden Zivildienst bei der Johanniter-Unfall-Hilfe in Göttingen (1976–1978) nahm Scholz ein Studium der Rechtswissenschaften auf, das er zwischen 1978 und 1984 an den Universitäten Göttingen und Freiburg absolvierte und mit dem Ersten Juristischen Staatsexamen (1984) abschloss. Es folgten ein Referendariat im Oberlandesgerichtsbezirk Celle (1984–1987) und das Ablegen des Zweiten Juristischen Staatsexamens (1987).

### Politischer Werdegang
Von 1987 und 1990 war Heiger Scholz im Landkreis Hannover als Geschäftsführer der SPD-Kreistagsfraktion tätig, wurde 1990 Stadtrat in der niedersächsischen Gemeinde Seelze und 1995 Stadtdirektor ebendort. Diesen Posten bekleidete er bis zu seiner Berufung zum Hauptgeschäftsführer des Niedersächsischen Städtetages als Nachfolger von Wolfgang Schrödter im Jahr 2006. Sein Nachfolger dort wurde Jan Arning.
Am 22. November 2017 wurde Heiger Scholz im Zuge der Kabinettsbildung des Kabinetts Weil II von Ministerin Carola Reimann zum Staatssekretär im Niedersächsischen Ministerium für Soziales, Gesundheit und Gleichstellung berufen. Damit wurde er Nachfolger von Jörg Röhmann. Im Zuge des Amtsantritts des Kabinetts Weil III trat er am 8. November 2022 in den Ruhestand ein.

### Privates
Scholz ist seit 1993 verheiratet.